# Elvira Santa Cruz Ossa
Elvira Santa Cruz y Ossa —más conocida como Roxane— (Valparaíso, 21 de marzo de 1886-7 de noviembre de 1960) fue una periodista, escritora, poetisa y editora chilena adscrita al género de la literatura infantil y juvenil, escribiendo y recopilando cuentos y novelas.

## Biografía
Fue hija del senador de la República Joaquín Santa Cruz y Vargas y de Carmela Ossa y Ossa. Estudió en el externado del Colegio del Sagrado Corazón (Monjas Inglesas) en Santiago. Hermana de Blanca Santa Cruz y Ossa, también escritora y editora de textos literarios infantiles y juveniles. 
Fue inspectora jefe del Ministerio del Trabajo en 1925, durante su gestión se organizaron las inspecciones femeninas a las fábricas y talleres para verificar el cumplimiento de la ley de permisos maternales y guarderías infantiles y a su vez, resguardar la dignidad de las mujeres en sus trabajos. Al año siguiente, partió a Europa a estudiar Sociología, Trabajo femenino y Protección a la infancia. 
Inició su labor periodística en El Mercurio a principios del siglo XX y fue asidua colaboradora de la revista Zig-Zag, sobre todo en artículos de vida social. Asimismo contribuyó con La Nación y Familia.
En 1916 publicó su primera novela con el título Flor Silvestre, texto que obtuvo el premio obra en Castellano de la Universidad de California. Editó varias revistas, entre ellas Simbad y el célebre semanario El Peneca que asumió en 1920 y transformó en una de las publicaciones infanto-juveniles más importantes de Chile, por más de 30 años, pasando desde un tiraje de 6000 unidades a más de 240 000 que se distribuyeron en América Latina; además, editó El Cabrito cuya primera edición apareció en 1941.
Junto a Henriette Morvan y su hermana Blanca Santa Cruz y Ossa, fue una de las principales recopiladoras y difusoras de literatura infantil en Chile a fines de la década de 1930 y durante la década de 1940.
Para algunos autores, su obra se enmarca dentro del grupo de escritoras y ensayistas de orientación feminista liberal como Amanda Labarca, Vera Zouroff y Delie Rouge.
Fue pariente del dibujante Mario Silva Ossa o Coré, con quien trabajó en El Peneca.
Fue miembro del Consejo de Defensa del Niño, del Consejo Nacional de Mujeres, del Ateneo de Santiago, del Patronato Nacional de la Infancia, de la Asociación de Señoras contra la Tuberculosis y presidente de la Junta de Beneficencia Escolar. Integró El Círculo Femenino de Lectura que realizó numerosas obras en el ámbito social destinadas a los niños, financiadas con sus ganancias periodísticas.
Dueña de una cuantiosa fortuna, mantuvo a su costa las colonias escolares y muchas obras de beneficencia a lo largo de Chile. Fue miembro de la "Société des Gens de Lettres" de París, Francia y condecorada por el Gobierno de Francia con la Legión de Honor.
Falleció en su casa de la calle Bueras N°134 de Santiago de Chile en 1960.

## Obras
- Flor silvestre (novela, editorial Zig-Zag, 1916; Nascimento, 1923; en Estados Unidos con Banks Upshaw and Company, 1937).
- La familia Busquillas: pieza en dos actos (obra dramática, editorial Zig-Zag, 1918).
- El voto femenino (obra dramática, estrenada en el Club de Señoras, 1919).
- La marcha fúnebre (obra dramática, estrenada por la Compañía de Antonia Plana en el teatro La Comedia).
- Saber vivir (obra dramática).
- Takunga (traducción de la novela infantil estadounidense homónima, 1943).